# Guido von List
Guido von List, född 5 oktober 1848 i Wien, död 17 maj 1919 i Berlin, var en österrikisk ockultist, rasideolog och grundläggare av ariosofin.

## Biografi
Guido von List var i sitt tänkande framförallt påverkad av Joseph Arthur Gobineau och Helena Petrovna Blavatsky. Han trodde på existensen av en världsomfattande judisk sammansvärjning mot den ariska rasen. En av von Lists mest betydelsefulla lärjungar var Jörg Lanz von Liebenfels.
von List växte upp i en romersk-katolsk österrikisk familj, och det var från början tänkt att han skulle följa sin fader och bli köpman. 1871 fick han emellertid anställning i en nationalistisk organisation (Alpenverein) och drogs först till dennas världsåskådning och senare till en ockultistisk livsåskådning. När sedan fadern avled 1877 drogs sig von List ur familjefirman, och beslöt sig istället för att bli journalist. Han publicerades med diverse hembygdsromantiska alster i olika tidskrifter och tidningar, och kom 1884 ut med sin första roman, hållen i högstämd tysk-nationalistisk, antikatolsk stil.